# Jaume Mateu (pintor)

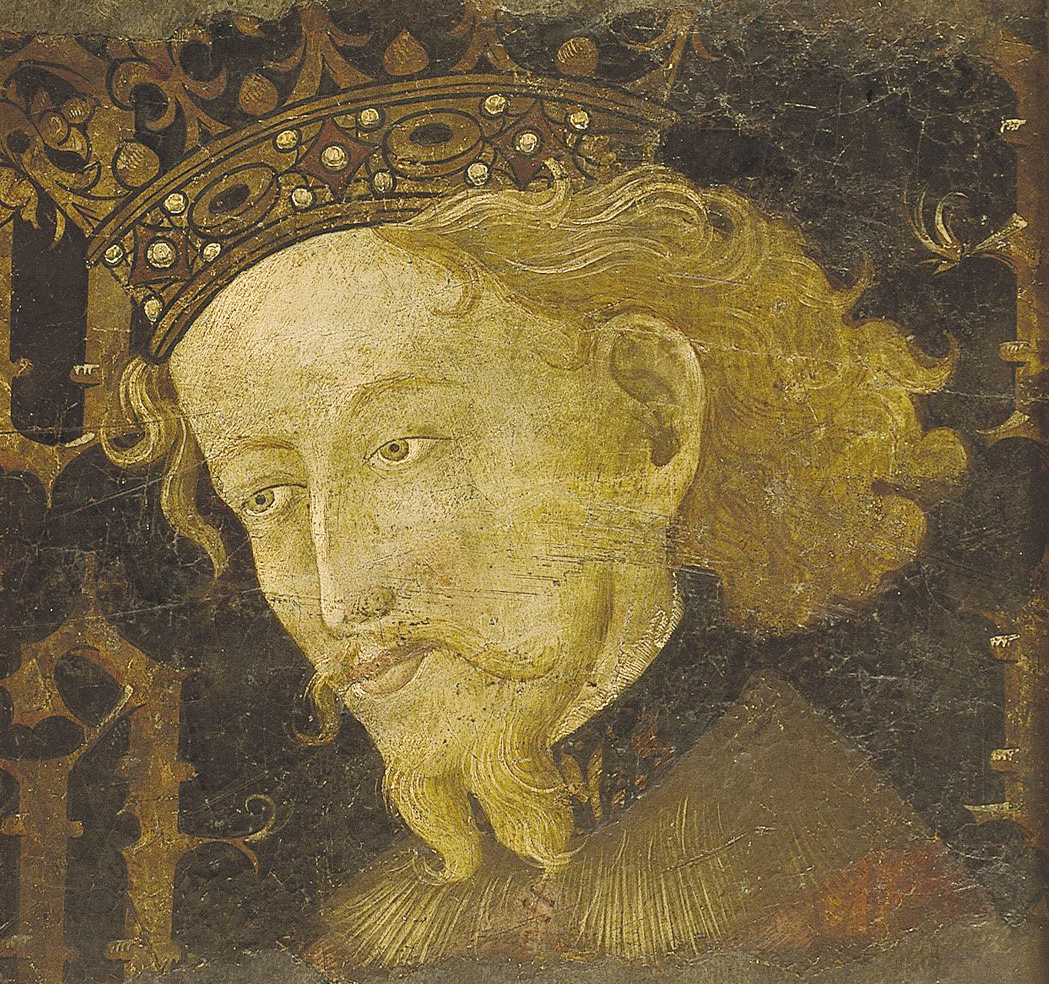
Supuesto retrato de Jaime I de Aragón atribuido a Jaume Mateu en colaboración con Gonçal Peris.

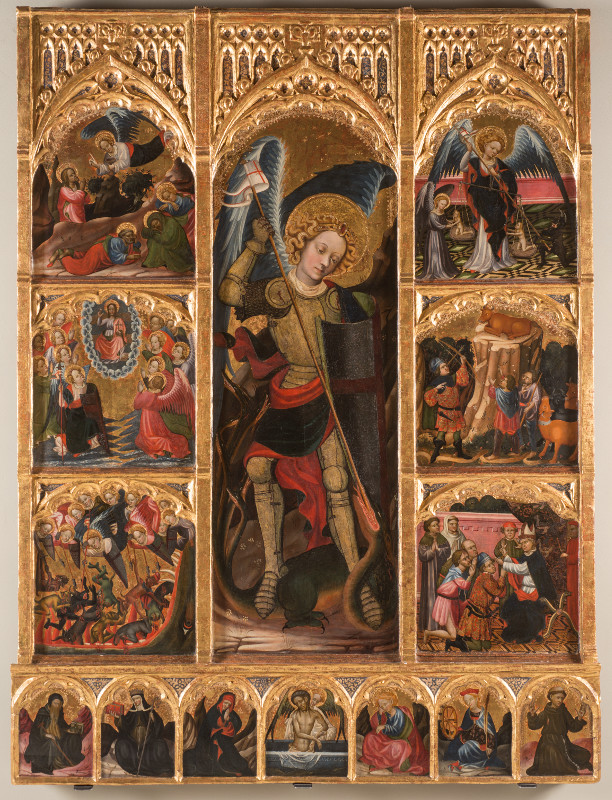
Retablo de San Miguel Arcángel de Jaume Mateu, Museo de Bellas Artes de Valencia.

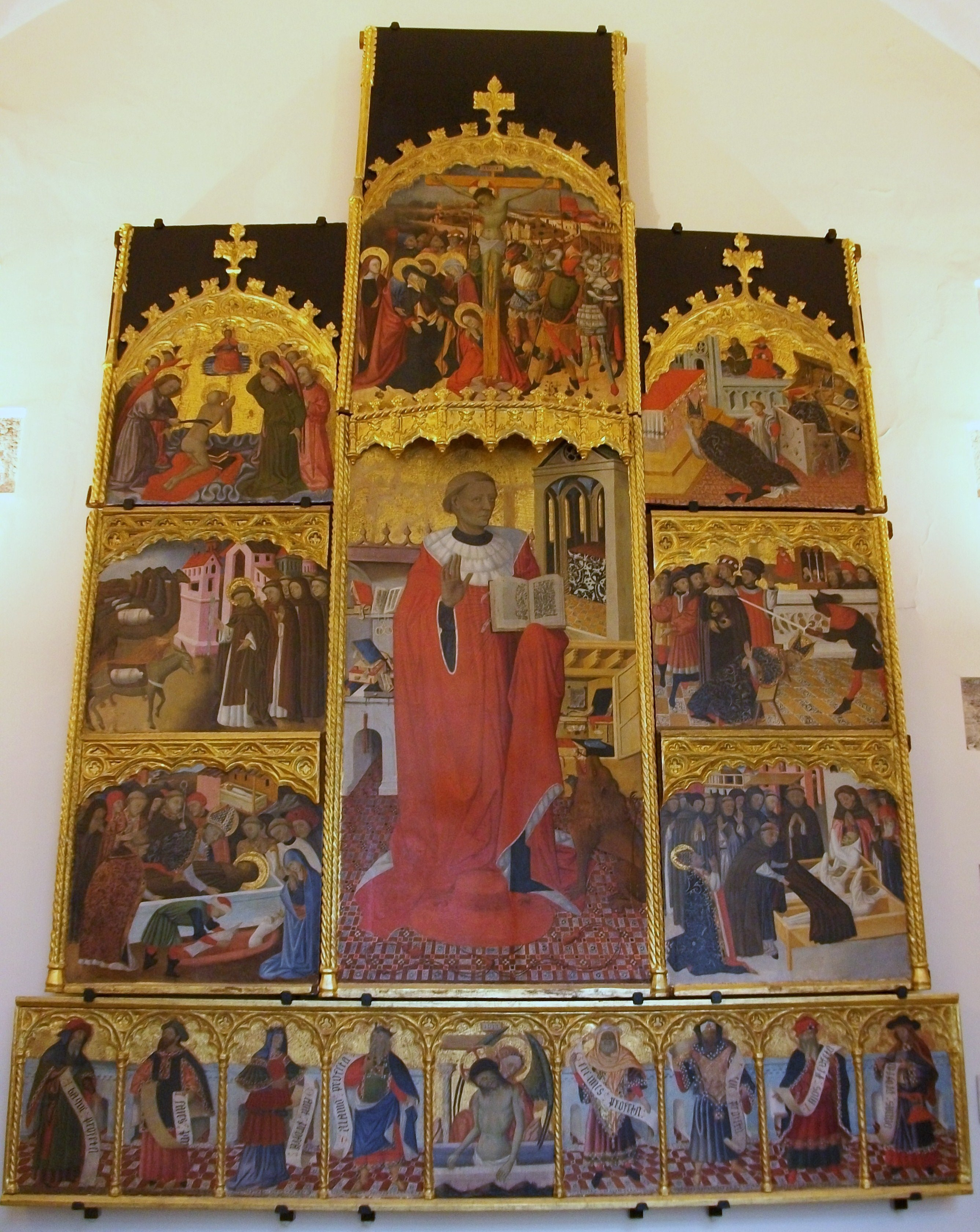
Retablo de San Jeronimo, Museo de la Catedral de Segorbe.

Jaume Mateu (1382 - 1452) fue un pintor valenciano del siglo XV. Sobrino y colaborador de Pere Nicolau, estuvo afincado en Valencia desde muy pequeño, estando documentada su estancia en aquella ciudad desde 1402 y hasta 1453.
Con Gonçal Peris cobró 1072 sueldos y tres dineros en septiembre de 1427 por las pinturas de la Sala Nova o Sala Daurada de la Casa Consistorial de Valencia, aún no acabadas en abril de 1428 cuando le fueron presentadas a Alfonso V. Se trataba de quince tablas en las que se representaba a la serie de los reyes de Aragón, según indicaba el primer documento de pago: «XV tabulis sive postibus pictis imaginibus regum Aragorum». Tras el derribo del edificio en 1860, de todo el conjunto de pinturas solo se salvaron cuatro, conservadas actualmente en el Museo Nacional de Arte de Cataluña: Pedro I, Pedro III, Alfonso III y Alfonso V.
Se conservan muchas noticias de su actividad, en su mayor parte ocupado en labores decorativas, pero no han llegado a nuestros días la mayoría de sus obras. Se le atribuyen: 
- El retablo de San Jeronimo, así como el retablo de San Valerio, ambos en torno a 1430 y actualmente en la catedral de Segorbe.

- El retablo de San Miguel Arcángel, del convento de monjas franciscanas de la Puridad de Valencia, actualmente en el Museo de Bellas Artes de Valencia y adquirido por la Generalidad Valenciana en 2006.

- La Adoración de los pastores (1430, tabla de un retablo hoy desaparecido) que se conserva en el Museo Parroquial de Cortes de Arenoso.

- La la Natividad (documentada en 1430) y una participación en la pintura del artesonado de la Sala Dorada de la lonja de Valencia (1419 a 1426) que hoy día se conserva en el salón principal de la Lonja de la Seda.[3]

A pesar de haber desarrollado su carrera principalmente en Valencia, se sabe que pintó encargos para Teruel y, posiblemente, trabajó también en Barcelona.